# Grallipeza nebulosa
Grallipeza nebulosa är en tvåvingeart som beskrevs av Friedrich Hermann Loew 1866. Grallipeza nebulosa ingår i släktet Grallipeza och familjen skridflugor. Inga underarter finns listade i Catalogue of Life.